# Jo Duffy
Jo Duffy, właśc. Mary Jo Duffy (ur. 9 lutego 1954 w Nowym Jorku) – amerykańska redaktorka i scenarzystka komiksowa, znaną ze swojej pracy dla Marvel Comics w latach 80. oraz DC Comics i Image Comics w latach 90.

## Życiorys
Uczęszczała do Wellesley College. Jako młoda kobieta publikowała swoje listy w kolumnach Marvel Comics w połowie lat 70. Pojawiła się w komiksie jako poszukiwaczka autografów w Iron Man #103 (październik 1977). Pracę redakcyjną pierwszy raz podjęła przy numerze 61 The Defenders z lipca 1978, natomiast pisarką niedługo później, asystując Archiemu Goodwinowi w Marvel Comics. Pracowała przy takich tytułach jak Conan the Barbarian, Fallen Angels, Power Man and Iron Fist, Star Wars, Wolverine czy Francis, Brother of the Universe. 
W latach 90. pracowała dla innych wydawców, w tym DC Comics, gdzie napisała pierwszych 14 numerów Catwoman. Dla Extreme Studios Roba Liefelda, imprintu Image Comics, napisała każdy numer pierwszej serii Glory, pomiędzy marcem 1995 a kwietniem 1997. Pracowała również nad scenariuszami do filmów grozy Władca lalek 4 (1993) i Władca lalek 5: Ostatnia walka (1994) dla Full Moon Features. Współtworzyła również scenariusz Batman: Knightfall, razem z Chuckiem Dixonem, Dougiem Moenchem, Alane Grantem i Dennisem O'Neilem. 
Na początku XXI wieku współtworzyła ostatni numer Defenders vol. 2 i sześć numerów kontynuacji serii The Order (razem z Kurtem Busiekiem).